# Louise Lecavalier

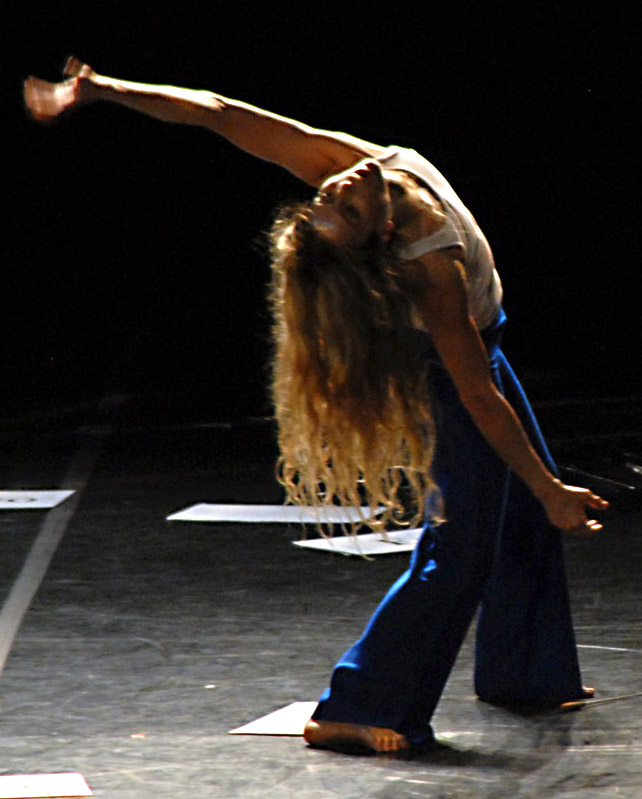
Louise Lecavalier.

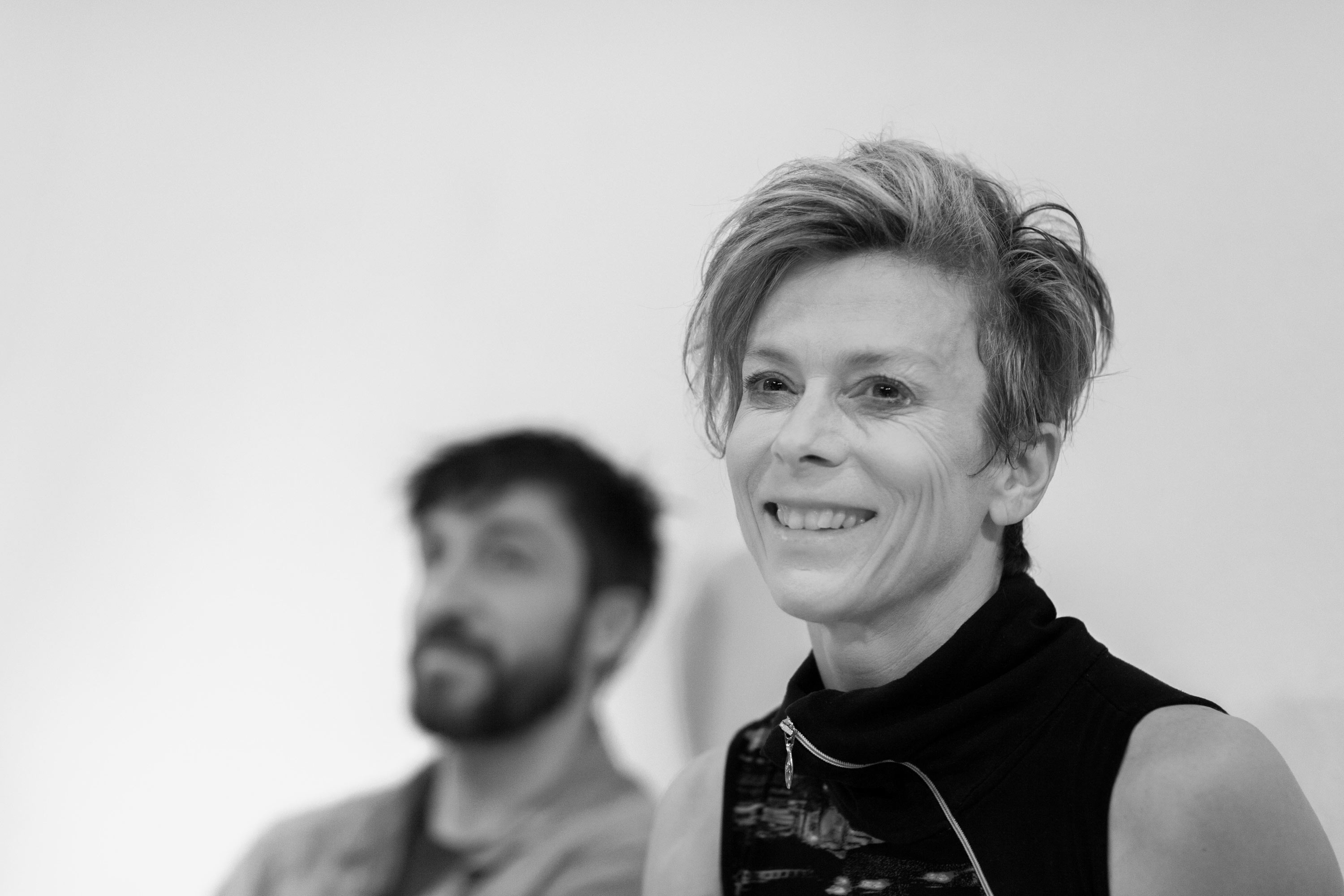
Louise Lecavalier 2012

Louise Lecavalier(Montreal, Canadá, 3 de octubre de 1958) es una bailarina de renombre internacional, conocida también por ser la musa de Édouard Lock y por haber aportado un lenguaje propio a la compañía La La La Human Steps.

## Biografía
Nació cerca de Montreal, de madre profesora y padre carpintero, la única chica de cuatro hermanos. Finalizó la secundaria en el Collège Regina Assumpta, momento en que inició sus estudios de danza. Completó sus estudios académicos en el Collège de Bois-de-Boulogne en Montreal. Realizó una formación en danza clásica y moderna en Montreal y Nueva York. 
Con 18 años, después de una temporada en la escuela profesional de la compañía Nouvelle Aire, se unió al grupo como bailarina profesional. Cuando se disponía a viajar a Nueva York para continuar sus estudios en danza moderna, Édouard Lock le ofreció un puesto en su nueva compañía. Éste fue el inicio de una fulgurante carrera con La La La Human Steps y como musa del coreógrafo. Las creaciones de Lock permitieron a la bailarina traspasar las fronteras de la danza moderna y convertirse así en una de las figuras emblemáticas de este tipo de danza en Quebec.

Entre Lock y Lecavalier la alquímia es cierta. Hablan el mismo lenguaje. Y los dos se entregan sin reservas
 Yan Muckle, L'actuallité Dic. 2001).

Los reconocimientos y premios no tardaron en llegar, confirmando la innovación y la pasión que caracterizan a esta bailarina, y constituyen una muestra de su aportación al mundo de la danza.
Louise Lecavalier ama el trabajo en el estudio, la búsqueda del movimiento perfecto y la innovación. Repetir una y otra vez el mismo movimiento le permite alcanzar un alto nivel interpretativo y de comprensión de la pieza. En Londres (diario Melody Makers) se dice de ella que es la bailarina más brillante y trágica de nuestra época, "una bailarina con piernas de fuego".
Dejó la compañía en 1999, después de 18 años de trabajo ininterrumpido. Actualmente trabaja en la Universidad de Nueva York, donde imparte clases y stages de danza contemporánea. En marzo de 2003 presentó una pieza del coreógrafo canadiense Ted Robinson, así como colaboraciones regulares con Louise Bédard durante los dos últimos años. Aunque ha abandonado momentáneamente el trabajo de estudio al dar a luz a dos hijas gemelas, tiene proyectos inmediatos de colaboración con Ted Robinson.

## Premios
- 1985 - Bessie Award (fue la primera mujer canadiense en recibir este premio).
- 1999 - Prix national Jean A.Chalmers de la danse.
- 2003 - bourse de carrière du Conseil des arts et des lettres du Québec.

## Carrera como intérprete
- Groupe Nouvelle Aire, giras nacionales y europeas (entre 1978 y 1981).
- Le Sacre du printemps, coreografía de Daniel Léveillé (1982).
- Non, non, non, je ne suis pas Mary Poppins, solo coreografiado por Louise Lecavalier (1983).
- Sound and vision, gira con David Bowie (1990).
- La La La Human Steps, coreografías de Édouard Lock con giras nacionales e internacionales (entre 1981 y 1999):

- Oranges.
- Dishes .
- Bussinessman in the process of becoming an angel.
- Human Sex.
- New Demons.
- Infante c'est destroy.
- 2.
- Exaucé/Salt.

## Películas y vídeos
- 1987 - Human Sex duo nº1, corto realizado por Bernar Hébert.
- 1988 - Wrap Around the World, espectáculo televisivo de difusión mundial (con ocasión del X aniversario del institute of Contemporary Arts of London), dúo con David Bowie coreografiado por E.Lock y realizado por Nam June Paik, sobre el tema musical Look Back in Anger.
- 1989 - Danse avant de tomber, videoclip-dúo con Carole Laure, coreografía Lock, realizado por Lewis Furey. Música extraída de Western Shadows.
- 1990 - Fame '90, videoclip David Bowie.
- 1990 - David Bowie's Sound and Vision tour, disque compact video.
- 1992 - The Yellow Shak Concert, con Franz Kappa en Fráncfort, Berlín y Viena.
- 1994 - Le Petit Musée Velásquez, corto realizado por Bernar Hébert.
- 1994 - Strange days, film realizado por Kathryn Bigelow.
- 1996 - Inspirations, film realizado por Michael Apted. Este film es una mirada al proceso creativo de siete artistas: el arquitecto japonés Tadao Ando, el músico de vanguardia David Bowie, el artista del vidrio Dale Chihuly, el pintor Roy Lichtenstein, la bailarina Louise Lecavalier y el coreógrafo Édouard Lock.
- 2003 - Lula and the Sailor, coreografía de Ted Robinson, como parte de un concierto de duetos.
- 2005 - Cobalt Rouge, coproducción de Louise Lecavalier con el «National Arts Centre» en Ottawa, la «Biennale di Venezia» y el «Théâtre de la ville de París». Bailarines: Marc Boivin, Masaharu Imazu y Ted Robinson. Música de Yannick Rien.